# Neotetracus sinensis
Genre
Espèce
Synonymes
- Hylomys sinensis (Trouessart, 1909)

Statut de conservation UICN

 LC  : Préoccupation mineure
Neotetracus sinensis est la seule espèce du genre Neotetracus, dans la famille des Erinaceidae. Comme tous les gymnures c'est une sorte de hérissons primitifs d'Asie sans piquants, à l'allure de grosse musaraigne.
L'espèce a pour synonyme, du même auteur, Hylomys sinensis. Seuls Frost et al. (1991) considèrent que cette espèce fait encore partie du genre Hylomys alors que Corbet (1988), tout comme Mein and Ginsburg (1997), confirment son appartenance à un genre distinct.

### Bases de référence
Espèce :
- (en) Mammal Species of the World (3e  éd., 2005) : Neotetracus sinensis  Trouessart, 1909
- (en) Catalogue of Life : Neotetracus sinensis Trouessart, 1909 (consulté le 18 décembre 2020)
- (fr + en) ITIS : Neotetracus sinensis  Trouessart, 1909
- (en) Animal Diversity Web : Neotetracus sinensis
- (en) UICN : espèce Neotetracus sinensis Trouessart, 1909 (consulté le 27 mai 2015)

Genre :
- (en) Catalogue of Life : Neotetracus Trouessart, 1909 (consulté le 8 avril 2023)
- (fr + en) ITIS : Neotetracus  Trouessart, 1909
- (en) Animal Diversity Web : Neotetracus
- (en) UICN : taxon  Neotetracus  (consulté le 7 janvier 2023)

## Autres sites
- (de) Spitzmausigel sur Das Tierlexikon (illustration).